# Кофанов Андрій Віталійович
Андрій Віталійович Кофанов(нар. 18 травня 1974, Київ, УРСР) — український криміналіст, судовий експерт, професор кафедри криміналістичного забезпечення та судових експертиз Навчально-наукового інституту № 2 Національної академії внутрішніх справ, кандидат юридичних наук, доцент.

## Біографія
1989—1992 — навчався у Першому Київському медичному коледжі за фахом «лабораторна діагностика» (бакалавр медицини).
У 1996 році закінчив з відзнакою Національну академію внутрішніх справ України.
У грудні 2000 року захистив дисертаційне дослідження за темою «Теоретичні та практичні аспекти криміналістичного дослідження гладкоствольної вогнестрільної зброї» зі спеціальності 12.00.09 — кримінальний процес та криміналістика, судова експертиза.
2008—2010 — керівник кафедри криміналістичної техніки Навчально-наукового інституту підготовки слідчих і криміналістів Національної академії внутрішніх справ.
Професор кафедри криміналістичного забезпечення та судових експертиз Навчально-наукового інституту № 2 Національної академії внутрішніх справ, викладає в Інституті Управління Державної Охорони України КНУ імені Тараса Шевченка

## Наукова діяльність
Авторських свідоцтв на твори — 47 (2004—2016 рр.), свідоцтв на винахід — 2 (2013/14 р.), свідоцтв на корисну модель — 2 (2013 р. та 2017 р.).